# Ху Сюэфэн
Ху Сюэфэн (кит. упр. 胡雪峰, пиньинь Hu Xuefeng, род. 14 января 1980 года в Чаншу, провинция Цзянсу) — китайский профессиональный баскетболист, в настоящее время выступающий за клуб Китайской баскетбольной ассоциации «Цзянсу Дрэгонс».

## Карьера
Ху Сюэфэн начал профессиональную карьеру в 1999 году в команде «Цзянсу Дрэгонс», за которую играет до сих пор. Выступает на позиции разыгрывающего и атакующего защитника. Также является членом национальной сборной Китая. В составе сборной принял участие в Чемпионате Азии 2009 года.
Как защитник специализируется на перехватах, трижды по итогам сезона лидировал по этому показателю в Китайской баскетбольной ассоциации, а также ему принадлежит до сих пор не побитый рекорд сезона — 246 перехватов (сезон 2005-06). Также является обладателем рекорда по количеству результативных передач за сезон — 325 (сезон 2004-05). Второй в лиге (после Люй Сяомина) по количеству результативных передач за карьеру. Также Ху — один из двух игроков КБА, которые смогли сделать квадрупл-дабл. Также несколько раз за карьеру набирал трипл-дабл, при этом в основном набирал его не за счёт очков, а с помощью передач, подборов и перехватов.

## Достижения
- Новичок года в КБА (1999-00)
- Чемпион Восточной Азии (2000)
- Чемпион Азиатских игр (2006)
- Лидер по числу передач в КБА (2): 2004-05, 2005-06
- Лидер по числу перехватов в КБА (3): 1999-00, 2004-05, 2005-06
- Лидер всех времен по числу перехватов в КБА